# بيتر لاتشفورد
بيتر لاتشفورد (بالإنجليزية: Peter Latchford)‏ هو لاعب كرة قدم بريطاني في مركز حراسة المرمى، ولد في 27 سبتمبر 1952 في Kings Heath ‏ في المملكة المتحدة. شارك مع منتخب إنجلترا تحت 21 سنة لكرة القدم. أما مع النوادي، فقد لعب مع نادي سلتيك ونادي كلايد ووست بروميتش ألبيون.